# Magyar iparművészek listája
Ez a magyar iparművészek listája.
| Ábécé szerinti tartalomjegyzék                                        |
| --------------------------------------------------------------------- |
| A B C Cs D E F G Gy H I J K L M N Ny O P Q R S Sz T Ty U V W X Y Z Zs |

## A, Á
- Ács Istvánné Kovács Erzsébet
- Almár György
- Ambrus Éva
- Andor András
- Árkay Aladár
- Attalai Gábor

## B
- Bagossy Sándor
- Bali Istvánné Pusztai Éva
- Bandi Dezső
- Báthory Júlia
- Bednay Dezső (1923–2013) képző- és iparművész, műgyűjtő
- Benkő Ilona
- Bieber Károly
- Bódy Irén
- Bohus Annamária (Lázárné) (1945–) bőripari formatervező
- Borbás Dorka

## C
- Csányi Árpád
- Csepregi Sándor
- Cserba László
- Csíkszentmihályi Péter
- Cosovan Attila
- Czabay Ágoston
- Czeglédi Júlia

## Cs
- Cserny József
- Csókos Varga Györgyi
- Csonka Zsuzsa

## D
- Dániel József
- Dárday Nikolett
- Decsi-Kiss Jánosné Csorba Mária
- Dékáni Árpád
- Dér Józsefné Stigler Teréz
- Dolezsán Ágnes
- Doncsecz Károly
- Dózsa Farkas András
- Droppa Judit
- Dufala József
- Dunkel Lehelné Bottka Vilma

## E, É
- Erfán Ferenc
- Ernyey Gyula

## F
- Fajka János
- Falus Elek
- Farkas Klára (festő)
- Fehér Jánosné
- Fekete György (belsőépítész)
- Fekete Pál (díszkovács)
- Ferenczfy-Kovács Attila
- Ferenczy Noémi
- Fischer Ferenc (animátor)
- Fittler Kamill
- Fodor Hajnal Erika
- Foky Ottó
- Fülöp József (filmrendező)

## G
- Gál Magdolna
- Galánfi András
- Gáspár György
- Gecser Lujza
- Gergely István
- Geszler Mária
- Gönczi-Gebhardt Tibor
- Gollob József
- Gróh István

## Gy
- Gyárfás Gábor

## H
- Hager Ritta
- Haranghy Jenő
- Hefkó Mihály
- Hegyi Ibolya
- Hevessy Kálmán Gábor
- Hincz Gyula
- Hoffmann Károly
- Horti Pál
- Horváth Márton
- Hosszú Gergely

## J
- Jakó Géza
- Jaschik Álmos
- Juhász Árpád

## K
- Kaesz Gyula
- Kaliczky Katalin (1950–) iparművész, bőripari formatervező
- Katona Katalin
- Katona Szabó Erzsébet
- Kecskeméti Antal
- Kecskés Ágnes
- Kékedi László
- Kelecsényi Csilla
- Kemény Péter
- Keresztes Dóra
- Király Ilus
- Király József
- Kis Jankó Bori
- Kiss István
- Kövesdi János
- Komjáthi Tamásné Horváth Ágnes
- Kónya György
- Kopasz Márta
- Kopek Gábor
- Kopócsy Judit
- Kóra-Korber Nándor
- Korda Vince
- Korompai Péter
- Kótai József
- Kovács Józsefné Kun Sára
- Kovács Júlia
- Kovács Lajos
- Kovács Margit
- Kozma Lajos
- Kuchta Klára
- Kulinyi István
- Kutas Ágnes

## L
- Lakatos Artúr
- Landgráf Katalin
- Lázár Zsuzsa
- Lechner Gyula
- Lelkes Péter
- Lencsés Ida
- Lengyel István
- Lenz Klára
- Lépő Zoltán
- Lesznai Anna
- Lissák György
- Litwin József
- Lőrinc Aladárné Molnár Vilma
- Lovászné Juhász Rita
- Lugossy Mária
- Lukácsi László

## M
- M. Kiss Katalin
- M. Tóth Géza
- Maczó Péter
- Magyar László
- Marinov Gusztáv
- Márk Tivadar
- Markovits Mária
- Márton László Attila
- Megyer-Meyer Antal
- Meller András
- Mengyán András
- Mester Éva
- Mészáros Éva
- Mikó Sándor
- Minya Mária
- Molnár Béla
- Molnár Árpád (1948–)
- Molnár Tamás

## N
- N. Csehi Edit
- Nádasdy-Csontos Elek
- Nádler Róbert
- Nagy Enikő
- Nagy Erzsébet
- Nagy Szabolcs
- Nagyajtay Teréz
- Nagy Gy. Margit
- Németh Aladár
- Németh Pálné Parrag Julianna
- Nepp Dénes

## O
- Orbán Irma
- Ortan Patrick

## P
- Pannonhalmi Zsuzsa
- Pantocsek Leó Valentin
- Pásztor Györgyi
- Pattantyús Gergely
- Pauló Lenke
- Péri József
- Perity Mihályné Kukucska Mária
- Péter Vladimir
- Plesnivy Károly
- Polyák János
- Pongrácz Antónia
- Puskás Barnabás

## R
- R. Fürtös Ilona
- Radnai Mária (1942–) bőrös, iparművész
- Radnóti Tamás
- Rátkai Erzsébet
- Reményi József
- Rényi Katalin
- Rubik Ernő

## S
- Schéner Mihály
- Scherer József
- Schrammel Imre
- Schubert Ernő
- Sikur Mihály
- Simon Károly
- Sinkovich Dezső
- Sipavicius Tamás
- Soltész Melinda
- Solti Gizella
- Somogyi Pál György
- Staut Tiborné
- Sümegi László

## Sz
- Szablya-Frischauf Ferenc
- Szabó Ágnes (1952–) iparművész, bőrtervező
- Szabó Marianne
- Szakács Józsefné
- Széles Józsefné Rengecz Erzsébet
- Szemereki Teréz
- Szenes István
- Szentpéteri Tibor
- Szilágyi András
- Szily Imre Balázs
- Szlávics László
- Szontagh nővérek
- Szöllősi Rita (1959–) divat- és ékszertervező iparművész
- Szűcs Edit
- Szvetnik Joachim

## T
- T. Surányi Anna
- Tildi Béla
- Tóth Jánosné Kovács Sára
- Tóth Lóránt
- Tóth Tibor Pál

## Zs
- Zsigmond Aranka (1948–)  festő, textilművész